# Ustrzyki Dolne
Ustrzyki Dolne (ukrán nyelven: Устрики-Долішні, kiejtve Ustryky Dolishn, héber nyelven: Istrik) lengyel kisváros Délkelet-Lengyelországban, közel az ukrán határhoz. A kisváros lakossága 9383 fő. 
1999 óta a Kárpátaljai vajdasághoz tartozik, amelyen belül Bieszczadi járás székhelye.

## Történelme
A 16. században alapították, 1502-ben, mint királyi települést a Przemyśl kerületben. 1723-ra az óváros nagy része már felépült. Ekkoriban jelentek meg az első zsidók a településen. 1727-ben kapott városi rangot. 1772-ben a Habsburg monarchia részévé vált és az is maradt egészen 1918-ig, amikor is Lengyelország kikiáltotta függetlenségét. 1800-1850-ig Sanok kerület része volt a város. 1850-től 1918-ig Lisko kerület részét képezte Ustrzyki Dolne. Az első világháború idején hat hónapon át orosz csapatok tartották a vidéket megszállásuk alatt, majd 1918-tól két hónapon át ukrán csapatok uralma alá került. 1919-től 1939-ig Lwów vajdaság részét képezte. 1939. szeptemberében német megszállás alá került a terület, akik 100 zsidót végeztek itt ki. 1939 és 1941 közt a szovjet részhez tartozó Drochobych oblaszt része volt. 1941 és 1944 közt újabb német megszállás alatt állt a város, amely során a helyi zsidó lakosságot kivégezték, vagy Belzecbe a koncentrációs táborba szállították őket. 1944 és 1951 közt ismét a szovjet Drochobych oblaszt része volt a terület. A település azután kezdett el fejlődésnek indulni, miután kiépítették vasúti összeköttetését Przemyśllel és Sanokkal és a helyi olajmezők kitermelése elkezdődött. Ideiglenesen a Szovjetunióhoz került 1944 után, majd 1951-ben ismét Lengyelországhoz került vissza egy apróbb határrendezést követően. 1974 és 1998 közt Krosno vajdaság részét képezte a város. 1998-tól a Kárpátaljai vajdasághoz került, melynek székhelye Rzeszów.

## Testvérvárosi kapcsolatok
Ustrzyki Dolne az alábbi településekkel ápol testvérvárosi kapcsolatokat:
- Szambir, Ukrajna
- Girált, Szlovákia
- Zamárdi, Magyarország
- Hévíz, Magyarország[3]

## Képgaléria

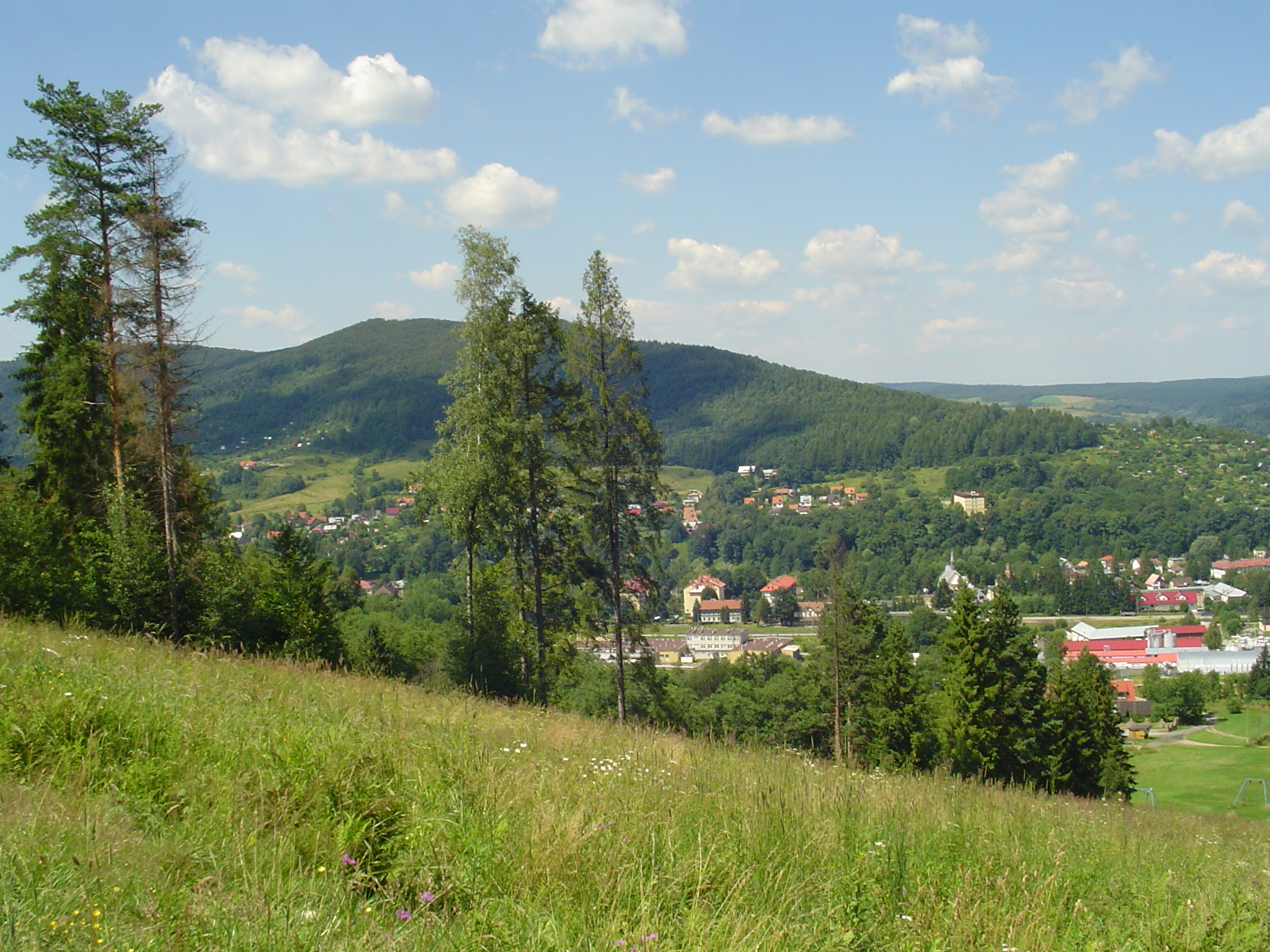
Ustrzyki Dolne látképe Gromadzyń felől
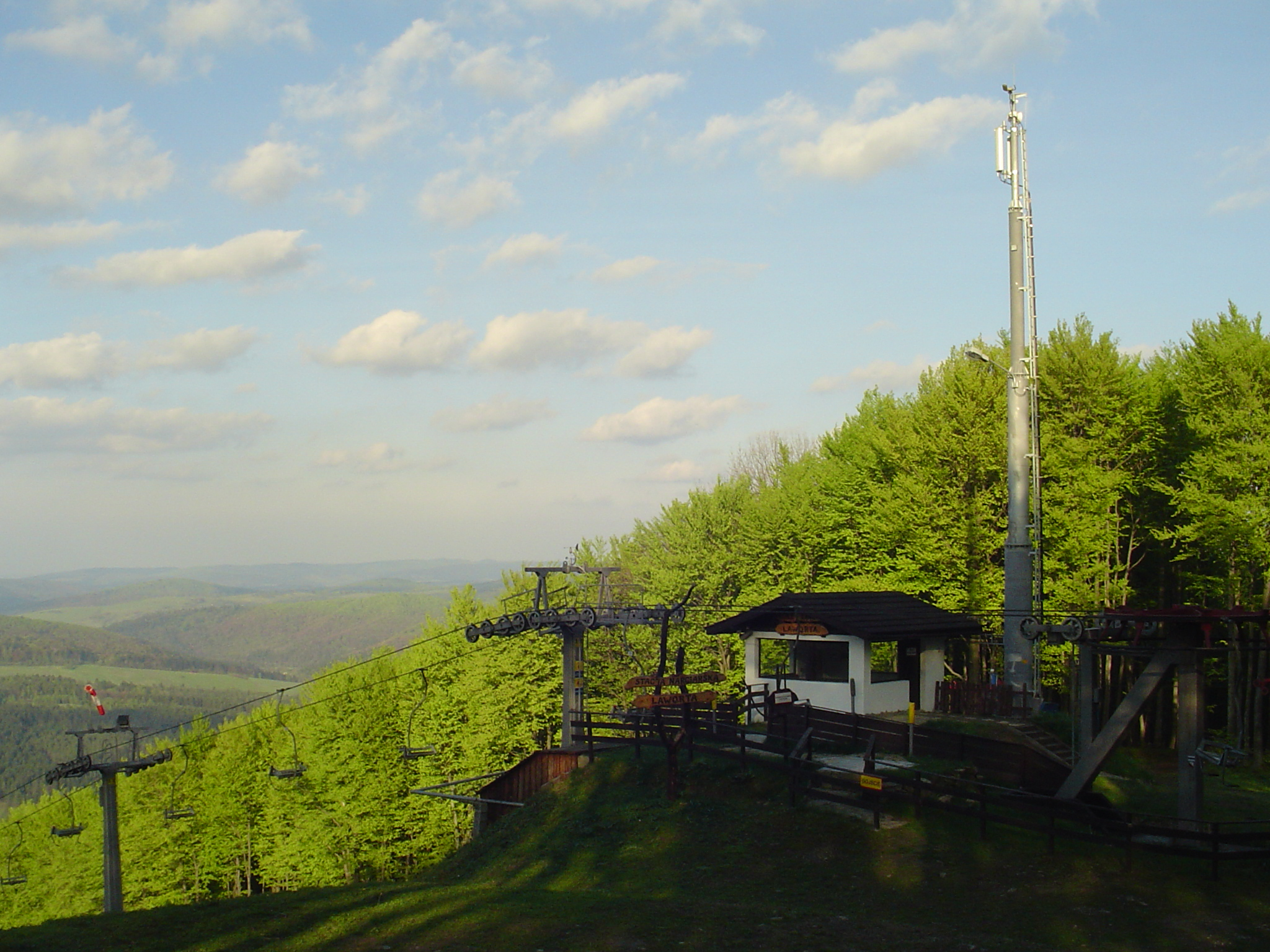
Laworta sílift állomás
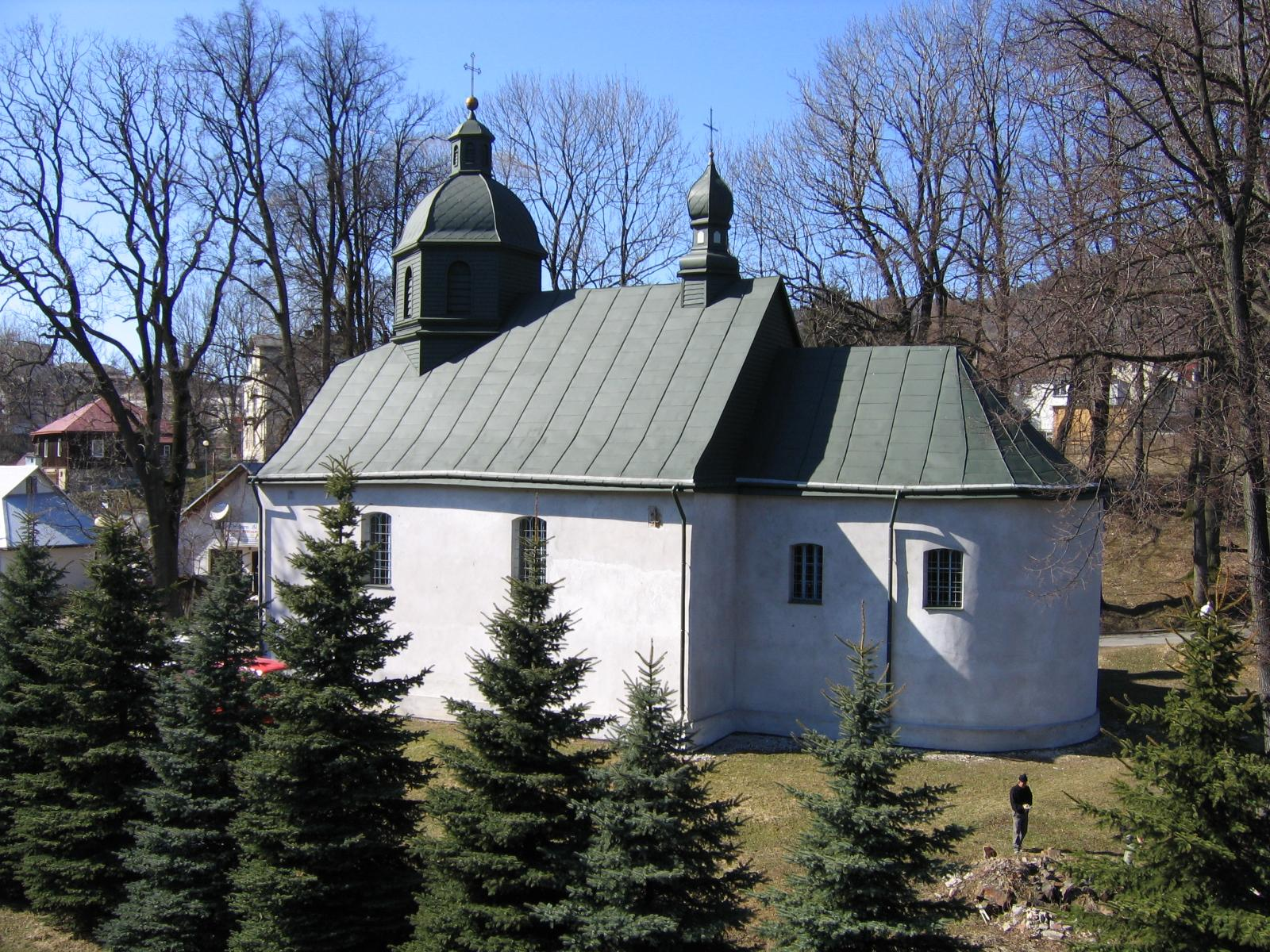
Görög-katolikus templom Ustrzyki Dolnéban

## Fordítás
Ez a szócikk részben vagy egészben  az   Ustrzyki Dolne című angol Wikipédia-szócikk ezen változatának fordításán alapul.  Az eredeti cikk szerkesztőit annak laptörténete sorolja fel. Ez a jelzés csupán a megfogalmazás eredetét és a szerzői jogokat jelzi, nem szolgál a cikkben szereplő információk forrásmegjelöléseként.